# Lauren Henry
Lauren Henry, född den 21 december 2001 i Lutterworth, är en brittisk roddare.

## Karriär
Vid OS 2024 i Paris tog Henry guld tillsammans med de brittiska damerna i scullerfyra. Vid EM 2025 i Plovdiv tog hon guld i singelsculler.